# 柯克姆

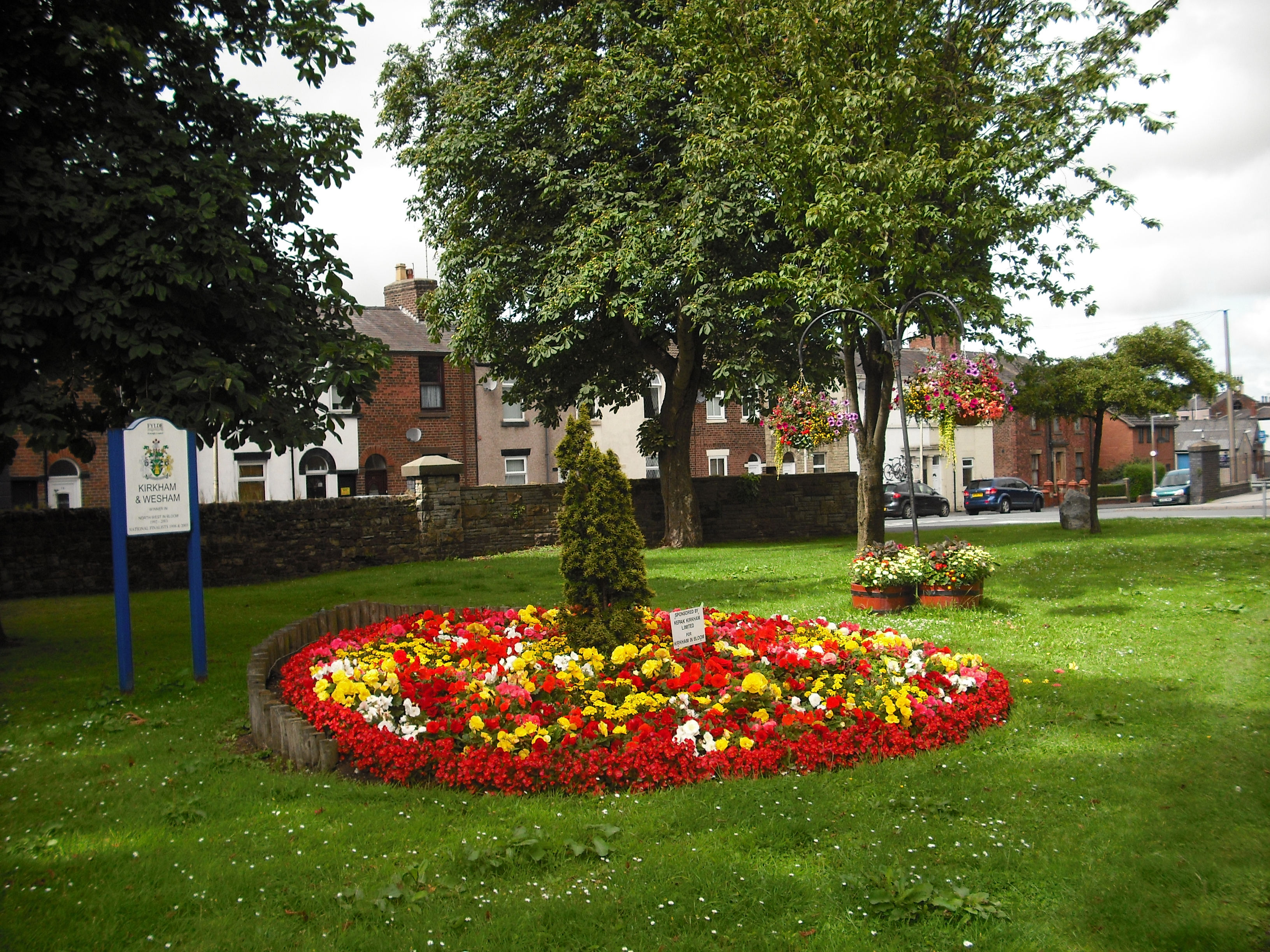
Floral display, Station Road.

柯克姆（Kirkham）是英國的一座城市，位於英格蘭蘭開夏郡。這裡的歷史起源自羅馬時代。柯克姆在2011年人口普查時有人口7,194人。

## 友好城市
- 法國 昂斯尼-圣热雷翁